# Републикански път III-6003
Републикански път IIІ-6003 е третокласен път, част от Републиканската пътна мрежа на България, преминаващ изцяло по територията на Кюстендилска област, Община Кюстендил. Дължината му е 15 km.
Пътят се отклонява наляво при 30,3 km на Републикански път I-6 югоизточно от село Копиловци, минава през центъра на селото и се насочва на север-северозапад през северната част на Кюстендилската котловина по долината на река Струма. След като премине през село Шишковци и пресече река Драговищица, непосредствено преди вливането ѝ отдясно в Струма навлиза в най-югоизточните части на Земенска планина и достига до село Раждавица. След селото пътят завива на запад-северозапад, преодолява южната част на планината, минава през няколко от махалите на село Полска Скакавица и западно от него се свързва с Републикански път III-637 при неговия 61,8 km.
| Пътища, отклоняващи се надясно (населено място, № на пътя, посока на пътя) | km   | Пътища, отклоняващи се наляво (посока на пътя, № на пътя, населено място) |
| -------------------------------------------------------------------------- | ---- | ------------------------------------------------------------------------- |
| Община Кюстендил, I-6, 30,3 km ←                                           | 0,0  | ← 30,3 km, I-6, Община Кюстендил                                          |
| с. Копиловци                                                               | 1,9  | ← с. Копиловци, 4,3 km, III-6005 (от с. Ябълково)                         |
| с. Шишковци                                                                | 5,2  | → с. Шишковци, 7,6 km, III-6005 (до с. Драговищица)                       |
| (за с. Шипочано) общински път ←                                            | 6    |                                                                           |
|                                                                            | 7,5  | → общински път (за с. Стенско)                                            |
| (за селата Шипочано и Гърбино) общински път, с. Раждавица ←                | 8,7  | с. Раждавица                                                              |
| с. Полска Скакавица                                                        | 11,9 | с. Полска Скакавица                                                       |
| (от 51 km на II-63), III-637, 61,8 km →                                    | 15,0 | → 61,8 km, III-637 (до с. Драговищица)                                    |

Забележка
1. ↑  На протежение от 3,3 km (от km 1,9 до km 5,2) Републикански път ІII-6003 се дублира с Републикански път ІII-6005 (от km 4,3 до km 7,6)